# Jamie Coyne
Jamie Coyne (Sydney, 2 gennaio 1981) è un ex calciatore australiano, di ruolo difensore.

## Biografia
Suo padre John Coyne, di origine inglese, fu anch'egli calciatore professionista, giocando in Inghilterra, Irlanda, Stati Uniti d'America, Canada e Australia; anche il fratello Chris è diventato un calciatore professionista.

## Caratteristiche tecniche
L'allenatore del Sydney FC Vítězslav Lavička nel 2011 ha definito Coyne un "difensore esperto, versatile e professionale", che poteva giocare in più posizioni e abile nel gioco aereo.

## Carriera

### Club
In patria si forma nel Perth SC per poi venire ingaggiato dagli inglesi del West Ham Utd. 
Nel 2000 ritorna al Perth SC, restandovi sino al luglio 2002, ingaggiato dal Perth Glory, con cui vince due edizioni della NSL, il massimo campionato australiano.
Nel luglio 2004 torna in Europa per giocare con i nederlandesi dell'ADO Den Haag, rimanendovi sino alla fine dell'anno.
Dopo un breve passaggio al Parramatta Power ritorna al Perth Glory, giocandovi sino al 2011, sempre nell'A-League. Il miglior piazzamento raggiunto da Coyne con i Glory fu il raggiungimento delle qualificazioni alle finali nella A-League 2009-2010.
Nel maggio 2011 passa al Sydney FC, con cui raggiunge le semifinali 1 della A-League 2011-2012.
Nel 2012 lascia nuovamente l'Australia per giocare con gli indonesiani del Sriwijaya, con cui vince l'Indonesia Super League 2011-2012.
Nel febbraio 2013 torna in patria per giocare nel Melbourne Heart, con cui ottiene il nono posto dell'A-League 2012-2013.
Chiude infine la carriera agonistica nel Bayswater City allenato dal fratello Chris.

## Palmarès
- Campionato australiano: 2

Perth Glory: 2002-2003, 2003-2004
- Indonesia Super League: 1

Sriwijaya: 2011-2012